# Притча о талантах
При́тча о тала́нтах — одна из притч Иисуса Христа, содержащаяся в Евангелии от Матфея и рассказывающая о втором пришествии.

И́бо [Он поступит], как человек, который, отправляясь в чужую страну, призвал рабов своих и поручил им имение своё: и одному дал он пять талантов, другому два, иному один, каждому по его силе; и тотчас отправился. Получивший пять талантов пошёл, употребил их в дело и приобрёл другие пять талантов; точно так же и получивший два таланта приобрёл другие два; получивший же один талант пошёл и закопал [его] в землю и скрыл серебро господина своего.
— Мф. 25:14-23
По возвращении господин призвал к себе рабов и потребовал от них отчёта, как они распорядились со вверенными им деньгами.
Рабов, употребивших деньги в дело, он похвалил, сказав: «хорошо, добрый и верный раб! в малом ты был верен, над многим тебя поставлю; войди в радость господина твоего».
Последним подошёл раб, закопавший деньги в землю: «господин! я знал тебя, что ты человек жестокий, жнешь, где не сеял, и собираешь, где не рассыпал, и, убоявшись, пошёл и скрыл талант твой в земле; вот тебе твоё» (Мф. 25:24-25). В ответ господин обратился к нему и присутствующим: 

лукавый раб и ленивый! ты знал, что я жну, где не сеял, и собираю, где не рассыпал; посему надлежало тебе отдать серебро моё торгующим, и я, придя, получил бы моё с прибылью; итак, возьмите у него талант и дайте имеющему десять талантов, ибо всякому имеющему дастся и приумножится, а у неимеющего отнимется и то, что имеет; а негодного раба выбросьте во тьму внешнюю: там будет плач и скрежет зубов.
— Мф. 25:26-30
Схожая (но не тождественная) притча приводится и в Евангелии от Луки (19:11—28), но вместо талантов в ней фигурируют мины (более мелкие единицы измерения). Рассказ Луки интересен сообщением, что когда господин уехал, то «граждане ненавидели его и отправили вслед за ним посольство, сказав: не хотим, чтобы он царствовал над нами» (Лк. 19:14). Этот рассказ предположительно содержит указание на историю этнарха Ирода Архелая, который ездил в Рим к императору Августу для подтверждения своих прав на управление Самарией, Иудеей (включая Иерусалим) и Идумеей.

## Богословское толкование
У богословов господин, отправляющийся в дальнюю поездку, это Иисус Христос, который «прежде чем получить славное царство, должен будет уйти в „дальнюю страну“ — на небо, к Отцу Своему, и потом уже явиться на земле во славе Своей». Под рабами понимают учеников и последователей Христа, которые получают от Бога разнообразные дарования и внешние блага. Однако Феофилакт Болгарский пишет:

Рабы Его — те, коим вверено служение слова, как то: архиереи, иереи, диаконы и все, приявшие дарования духовные, одни — большие, другие меньшие, каждый по силе своей, то есть по мере веры и чистоты.

Несмотря на это, в православной, католической и протестантской традициях рабами Божьими считаются все верующие, так как они все были искуплены кровью Христа (1 Петра 1:18,19). Например, в Послании к Римлянам, 6-й главе, стихах 17-18 апостол Павел, обращаясь ко всем верующим в Риме, пишет: «17 Благодарение Богу, что вы, быв прежде рабами греха, от сердца стали послушны тому образу учения, которому предали себя.18 Освободившись же от греха, вы стали рабами праведности.» Сам Господь Иисус Христос стал образцом для всех верующих, как написано в Послании к Филиппийцам 2-й главе, 7-м стихе, «приняв образ раба». Многие учителя Библии отмечают, что раб в 21-й главе Книги Исход является прообразом Господа Иисуса Христа. Так как весь народ Израиля является рабом Божьим согласно Книге пророка Исаии, 41-й главе, стихах с 8-го по 9-й, где говорится "8 А ты, Израиль, раб Мой, Иаков, которого Я избрал, семя Авраама, друга Моего, — 9 ты, которого Я взял от концов земли и призвал от краев её, и сказал тебе: «ты Мой раб, Я избрал тебя и не отвергну тебя», таким же образом все члены церкви являются рабами Божьими. В Жизнеизучении Послания к евреям Уитнесс Ли пишет: «Никто из нас не должен искать себе оправданий, рассуждая так: „Слава Господу, у меня совсем маленькая способность и талантов мне дано немного, поэтому мне делать нечего“. Дано нам пять талантов или два таланта, или один талант, — принцип один и тот же: мы должны приобрести для Господа ещё пять, два или один. Если нам дан один талант, мы не должны пользоваться этим, чтобы оправдывать свою леность. Согласно притче, опасность грозит не тем, у кого много талантов, а тем, у кого один талант. Слуга с одним талантом попытался оправдываться, но получил укор и наказание».
Возвращение господина и требование отчёта от рабов понимается как Страшный суд, на котором, по учению Церкви, все, а не только архиереи, иереи и диаконы, должны будут дать ответ за свои дела: умножившие свои таланты получат похвалу, а «раб лукавый и ленивый» будет наказан исключением из царства Мессии. При этом обвинения ленивым рабом своего господина в жестокости богословы называют самооправданием грешника, который «по греховности своей потерявшего чувство сыновства к Богу и представляющего Бога поэтому жестоким и несправедливым».
Рассматривая рабов как учеников Христа, Феофилакт Болгарский называет их «торжника́ми» (торговцами) так как они призваны передавать другим вверенное им учение. Он пишет:

Ли́хва, требуемая от них, есть исполнение учения самым делом. Ибо ученик, принимая от учителя учение, и сам пользуется им и передаёт оное другим и присовокупляет к нему ещё лихву, то есть добрые дела.

Причины сокрытия таланта иногда усматривают:
1. В зависти к тем, кто получил от Бога больше: два таланта и пять талантов.
2. В неверии Богу и тому, что никакой Его дар бесследно не теряется, а приносит большие плоды.

## Крылатое выражение
Блажен, кто жизнь в борьбе кровавой, 

В заботах тяжких истощил! 

Как раб ленивый и лукавый 

Талант свой в землю не зарыл!
От данной евангельской притчи происходит крылатое выражение «Зарывать талант в землю». Им обозначают оставление без пользы каких-либо знаний, опыта или духовных качеств, пренебрежение ими.
От церковнославянского текста притчи произошло другое крылатое выражение, употреблявшееся в России XIX века: «о́вому тала́нтъ, о́вому два́». Его использовали как для обозначения социального и имущественного неравенства людей, так и для отражения разносторонности чьих-либо дарований.
Аллюзии на притчу распространены в русской поэзии и литературе. К примеру, поэт К.Р. связывает притчу о талантах и рабах с непосредственно предшествующей ей притчей о десяти девах в этой же 25-й главе Евангелия от Матфея, проводя параллель между девами и рабами и фактически ставя между ними знак равенства. Это соответствует общепринятому толкованию, согласно которому «положение верующих по отношению к Христу имеет два аспекта: с точки зрения жизни они девы, которые живут ради Него; с точки зрения служения, работы, они Его купленные рабы, которые служат Ему.» (Примечание 3 к 14-му стиху 25-й главы Евангелия от Матфея)
К.Р. «На Страстной неделе»:

Жених в полуночи грядет!
Но где же раб Его блаженный,
Кого Он бдящего найдет,
И кто с лампадою возжженной
На брачный пир войдет за Ним?
— К.Р. «На Страстной неделе»